# Halsbandhoningzuiger
De halsbandhoningzuiger (Hedydipna collaris synoniem: Anthreptes collaris ) is een zangvogel uit de familie  Nectariniidae (honingzuigers) die voorkomt in Afrika.

## Kenmerken
De lichaamslengte bedraagt 10 tot 10,5 cm en de vogel weegt tussen de 5,3 en 11 g. Het is een kleine honingzuiger met een relatief korte, gebogen snavel. Het mannetje van de nominaat is van boven en op de keel glanzend groen met een goudgele glans. De staart is van boven groen. Het groen van de keel wordt begrensd door een purperkleurige band en daaronder is de buik van de vogel geel. Het vrouwtje verschilt niet zo sterk van het mannetje, ze is wat doffer van kleur en mist het purper.

## Verspreiding en leefgebied
Er zijn 9 ondersoorten:
- H. c. subcollaris (Senegal tot in Zuid-Nigerië)
- H. c. hypodila (het eiland Bioko)
- H. c. somereni (Zuidoost-Nigerië tot Zuidwest-Soedan, Noord-Congo-Kinshasa en Noordwest-Angola)
- H. c. djamdjamensis (Zuidwest-Ethiopië)
- H. c. garguensis (Zuid-Soedan en West-Kenia tot Oost-Angola, Zambia en West-Tanzania)
- H. c. elachior (Zuid-Somalië, Oost-Kenia en Noordoost-Tanzania)
- H. c. zambesiana (Zuidoost-Angola tot Zuidoost-Tanzania, Midden-Mozambique en het noordoosten van Zuid-Afrika)
- H. c. patersonae (Oost-Zimbabwe en West-Mozambique)
- H. c. collaris (Zuidoost-Zuid-Afrika, waar de vogel Kortbeksuikerbekkie heet)

Het leefgebied bestaat uit half open, bebost gebied zoals savanne, agrarisch gebied met her en der bos, tuinen, kust- en galerijbossen langs rivieren tot op 2600 m boven de zeespiegel.

## Status
De halsbandhoningzuiger heeft een groot verspreidingsgebied en daardoor is de kans op de status  kwetsbaar (voor uitsterven) gering. De grootte van de populatie is niet gekwantificeerd. Men veronderstelt dat de soort in aantal stabiel is en om deze redenen staat deze honingzuiger als niet bedreigd op de Rode Lijst van de IUCN.